# Yohan Tapie
Pour les articles homonymes, voir Tapie.
Pas d'image ? Cliquez ici

a Compétitions nationales et continentales officielles uniquement.

Dernière mise à jour le 17 avril 2025.
Yohan Tapie, né le 19 août 2004 à Bagnères-de-Bigorre (France), est un joueur français de rugby à XV. Il évolue aux postes de centre ou d'ailier au Biarritz olympique.

## Biographie
Yohan Tapie est formé au Stade bagnérais où il évolue jusqu'à l'âge de 18 ans, avant de rejoindre le Biarritz olympique.
Il fait sa première apparition en équipe première en septembre 2024 à l'US Montauban, où il inscrit un essai, puis intègre régulièrement le groupe,. En mars 2025, il signe son premier contrat espoir pour une durée de deux saisons.